# Nicholas Kawamura
Nicholas Kawamura (27. juni 1980) er en dansk producer, radiovært, og DJ. Han har siden 2009 været vært på P3.
I 2009 startede han programmet Smag på P3 sammen med Le Gammeltoft.
I 2012 begyndte han, sammen med Pelle Peter Jencel, at sende festprogrammet Lågsus. De to har ved flere lejligheder spillet på både Grøn Koncert og Smukfest i Skanderborg. I september 2018 stoppede han som radiovært hos DR, og startede i oktober som konsulent hos Universal.
I 2022 deltog han i sæson 19 af Vild med dans, hvor han dansede med Karina Frimodt.

## Privat
Den 8. september 2018 giftede han sig med bloggeren og stylisten Trine Kjær. Sammen har de to børn.